# Magnetic Springs
Magnetic Springs – wieś w Stanach Zjednoczonych, w stanie Ohio, w hrabstwie Union.